# 高安 (高畠町)
高安（こうやす）は、山形県東置賜郡高畠町の大字。
米沢盆地東端、高畠町中央公園の南に位置。犬の宮・猫の宮といった全国的にも珍しい犬や猫を祀る神社がある。また高安犬物語に登場する高安犬が繁殖した地で、同書が直木賞を受賞した際は地内に高安犬文学碑が建立された。

## 歴史

### 旧石器時代〜中世
高畠町は約9,000年前の縄文時代草創期の遺跡をはじめ多くの遺跡が発見されている。現在、高安では縄文時代の遺跡は発見されていないものの、昭和期に高安の中心よりやや北寄りに位置する字寺前の屋代川の南方に位置する丘陵の南向き斜面にて中世の遺跡「高安窯跡群」が発見されている。発見されたのは7世紀後半～8世紀初頭に操業されていた須恵器窯跡5基、9世紀後半～10世紀前半の炭窯跡1基の計6基。これは山形県では最古級の須恵器と瓦だった。
高安は出羽国が建置される712年（和銅5年）までは陸奥国置賜郡に所属。平安時代中期頃に藤原氏の荘園が形成された後は、皇室領を経て平泉藤原氏の配下に置かれ、鎌倉時代に入ると大江氏が置賜を領して長井氏を称した。以上が中世の高安及び高畠町が所属した領地の変遷。
初めて高安という地名が文書に現れたのは、1534年（天文3年）の伊達稙宗安堵状という文書。そこには「屋代の庄こうやす北の在家」と書かれており、その当時はまだ漢字で表記されていなかった。

### 近世

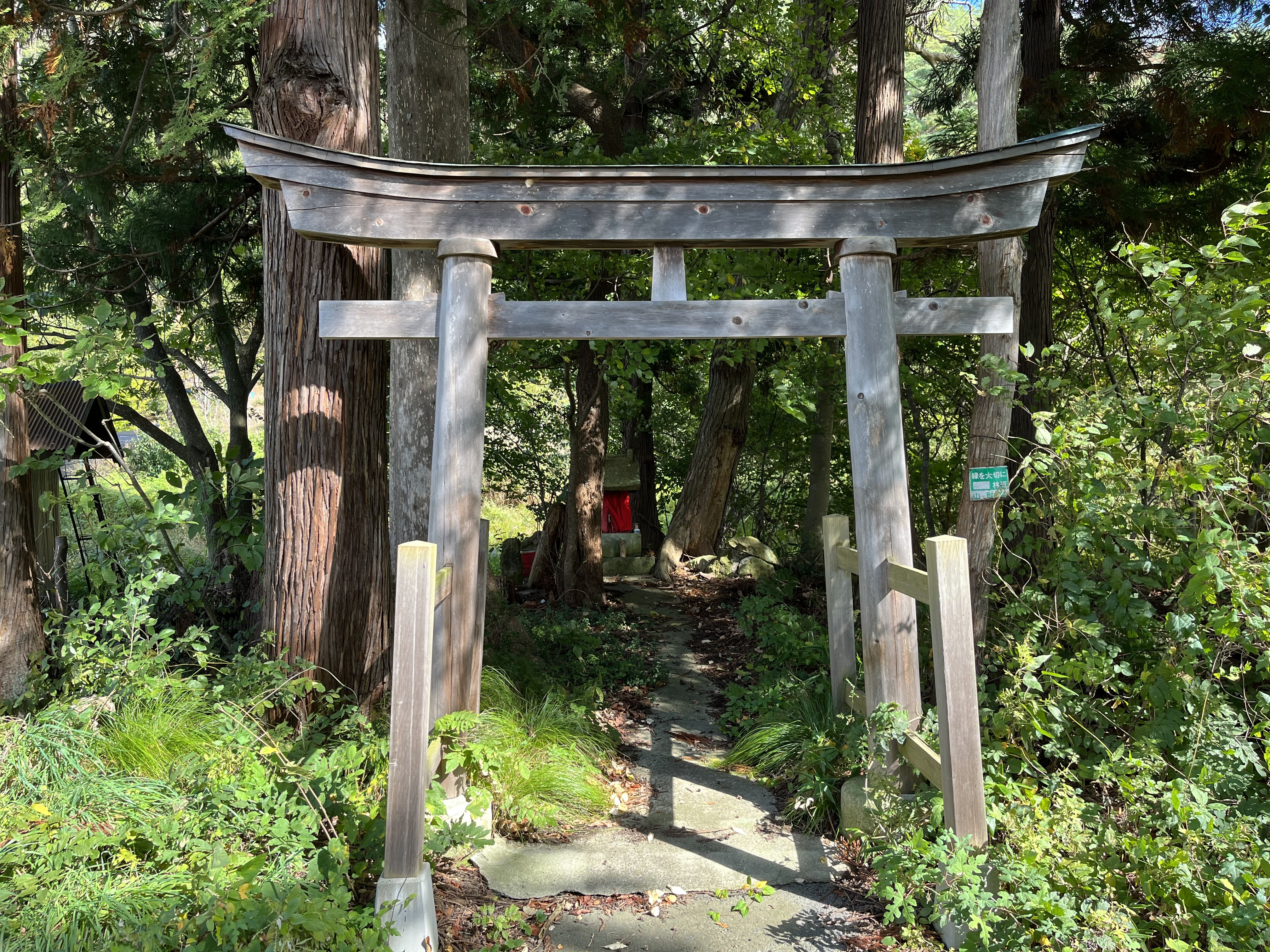
山の神

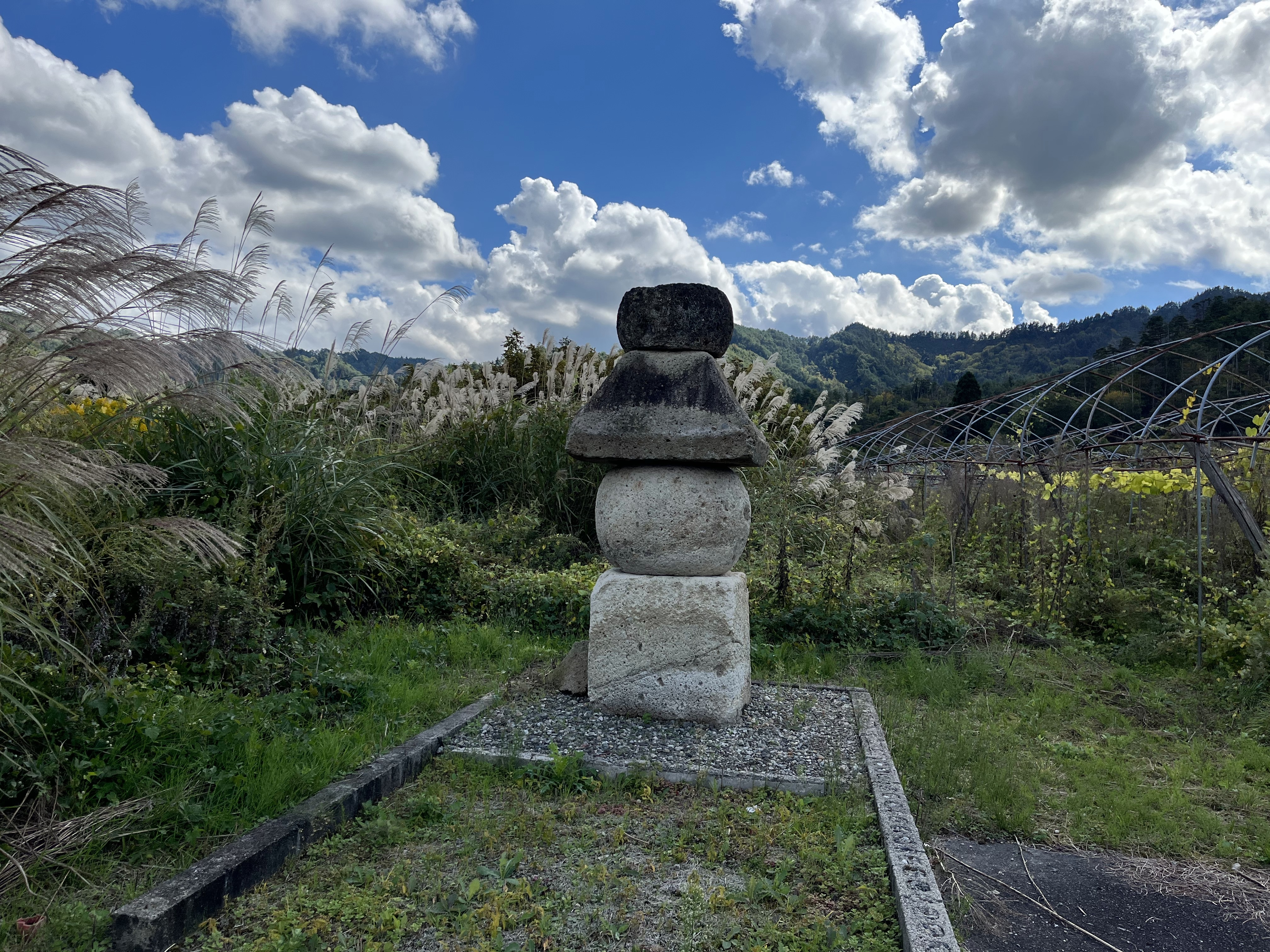
五重塔

「元禄五年高安村検地水帳」によると、当時耕地は下高安に広がっていて上々田や上田が多かった。上々田・上田とは近世において生産高によって等級を定めたもので、上田・中田・下田を基本としさらに上に上々田、下に下々田がある。また高安には口留番所があった。
江戸時代末期の文久年間（1861～1863年）、領主の過酷な年貢取り立てに対し近郷の屋代郷の農民が幕府に直訴した。この文久騒動には高安からも数名加担しており、中でも土屋藤四郎が大きな働きを残し当騒動の立役者となった。藤四郎は当時41歳で百姓代。江戸幕府に対し直訴したものの、同志と共に捕らえられ江戸送りの身となった。記録によると1865年（慶応元年）4月22日江戸にて獄死。江戸品川海蔵寺で埋葬された。戒名は「念阿法藤信士」。

### 現代

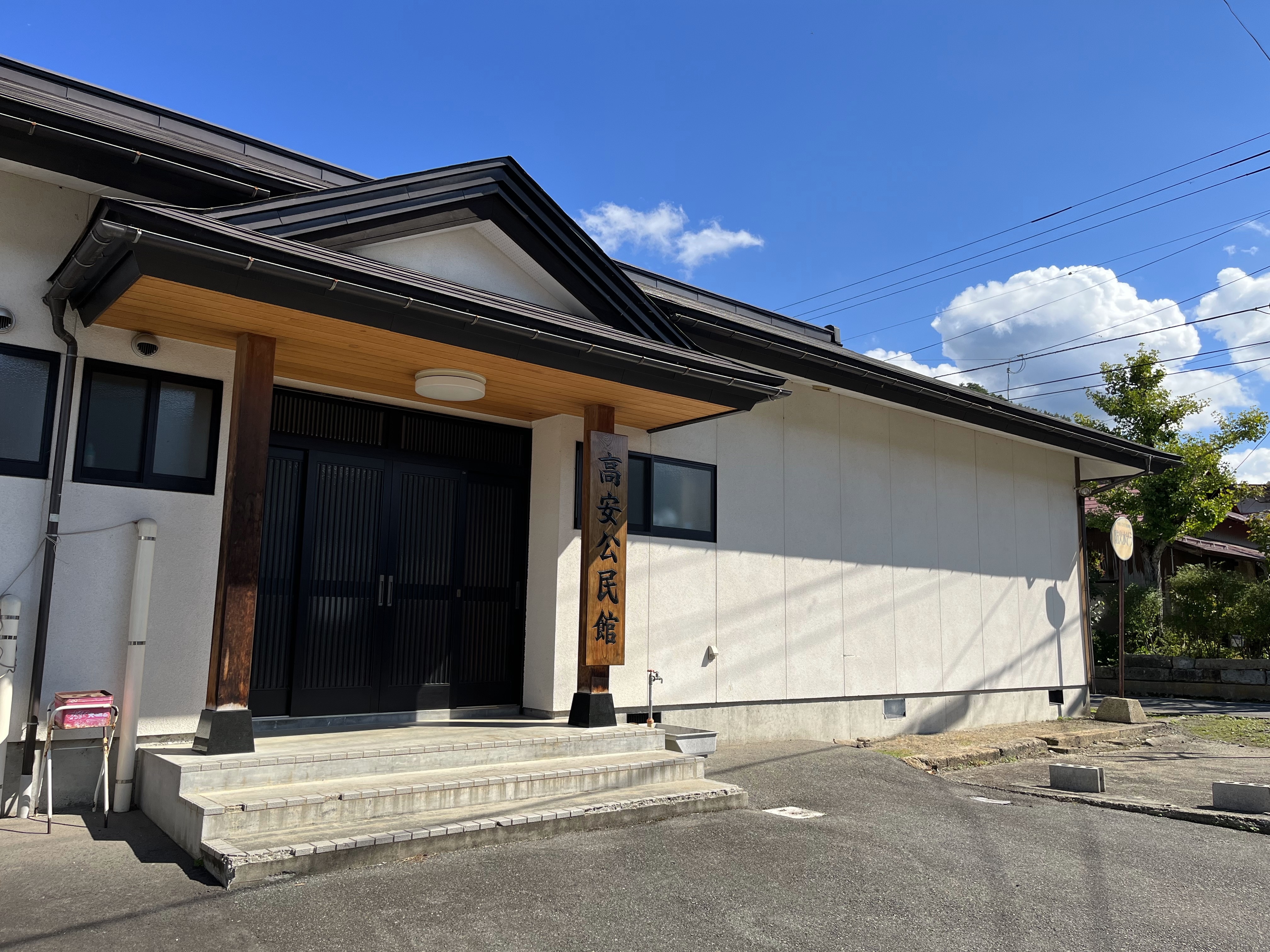
高安公民館

1978年（昭和53年）9月22日、犬の宮猫の宮保存会発足。前年度、町観光行政の一環として両宮を町観光計画に乗せるという案が浮上。それに伴い高安で総会が開かれ、経済的にも行政的にも特定の団体を設置し窓口とすべきだと村民の間で大筋合意。そして保存会設立準備会を発足し、会議を重ね行政の指導のもと会則や組織が定められ犬の宮猫の宮保存会発足に至った。会則18ケ条から成り、会員1人あたり年1,000円を徴収し運営に充てた。また部落全戸加入とし会員数は53人となった。

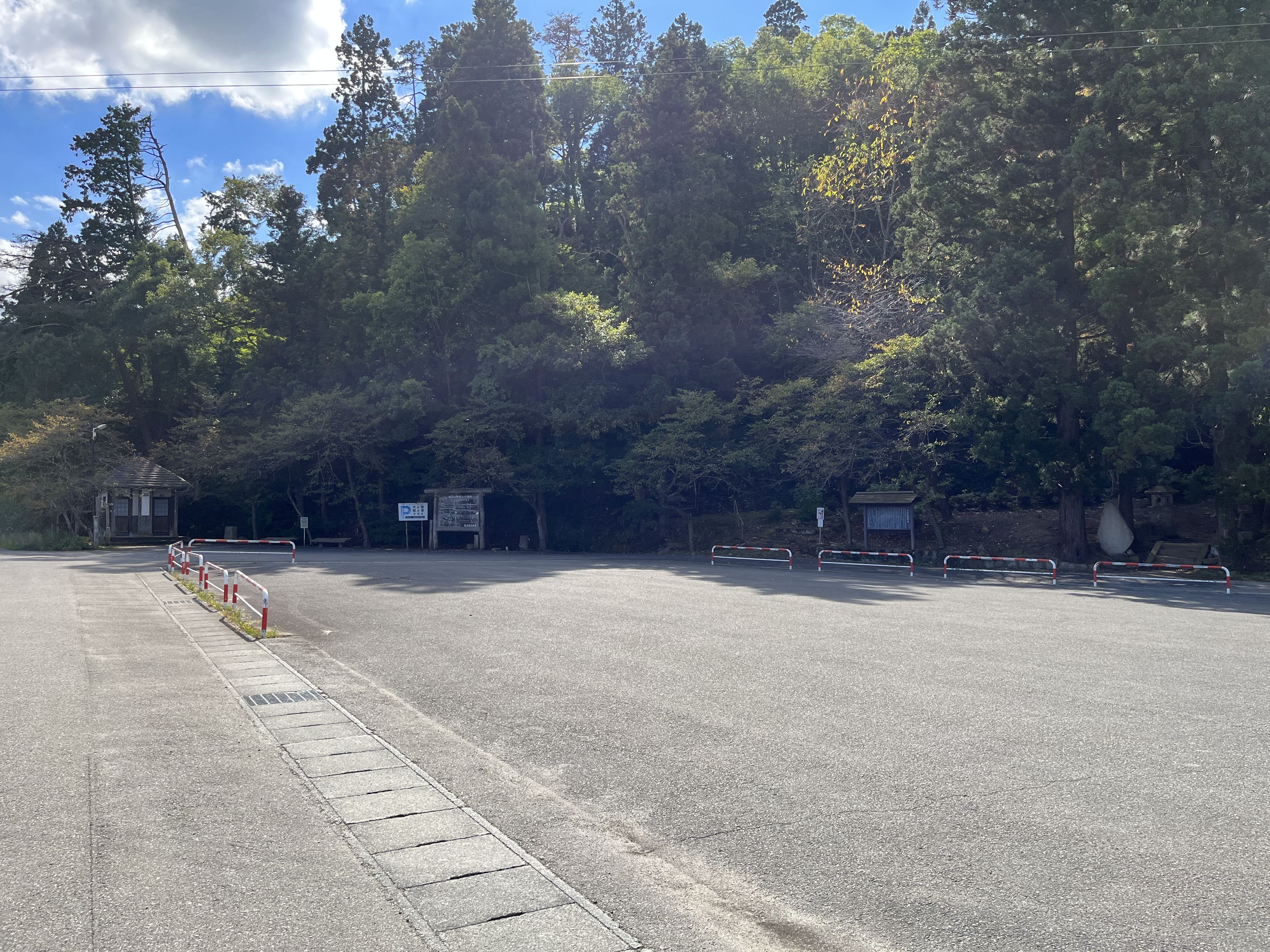
高畠町公営駐車場

昭和55年度（1980年）、屋代郷土地改良区第九号高安地区圃場整備組合の配分の余地を高畠町と同組合との契約により、高畠町と賃貸関係を締結し高畠町公営駐車場設置。工事費は高畠町の全額負担。また、同地の一部が部落所有であったが部落総会にて無償で町が使用するということで合意を得た。1982年（昭和57年）12月、同年5月に高安犬文学碑が建立された際の建立残金と駐車場までの上水道設置費の寄贈により観光地としての環境整備を進めた。また、1983年（昭和58年）には駐車場の一角にトイレが新築された。工事費は200万円以上。

## 寺社・名所・文化

### 犬の宮

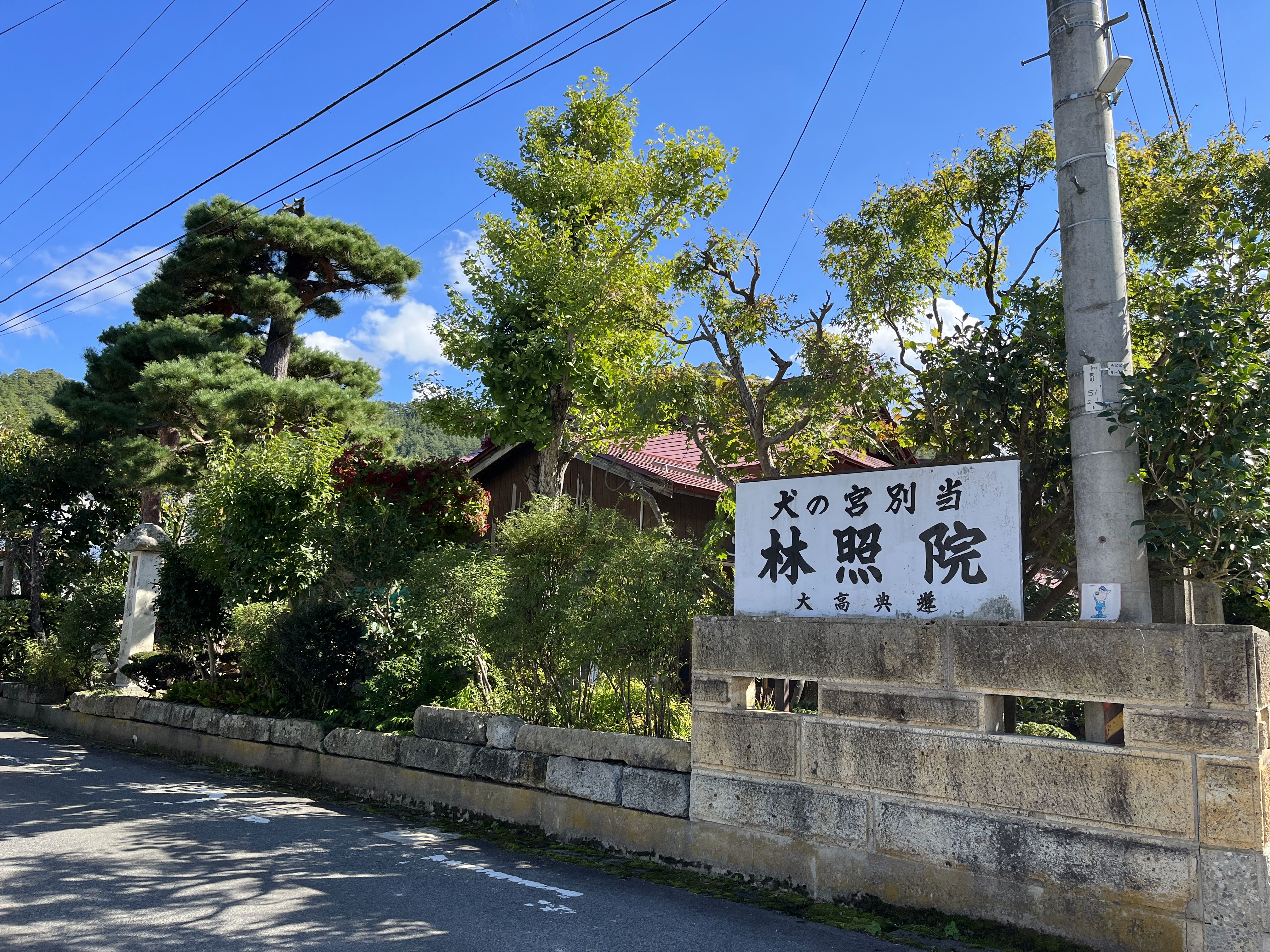
犬の宮別当 林照寺

犬の宮は高安地内の山の中腹の広場に権現造りの籠堂と本堂が鎮座する犬を祀っている神社。所在は山形県東置賜郡高畠町高安910で字宮之前に位置する。当初は、高安の字宮之入に御堂が建てられたが1746年（延享3年）に宮之入から宮之前に遷座された。山道にある大杉もその頃に植えられたものとされている。付近に前述した高安犬文学碑が建立されている。明治維新後、当時の林照院蔵の「犬の宮、並に猫の宮由来記」の物語が世間に広まったことが多くの場所で知られるようになったきっかけになったと云われている。筆墨で書かれた写本の内容に大きな差異はなかったことから、林照院に所蔵されていたものを手本にしたとされている。尚、狸を殺したのは舞台岩という説などもあり、書物により伝説の内容に多少の違いがある。

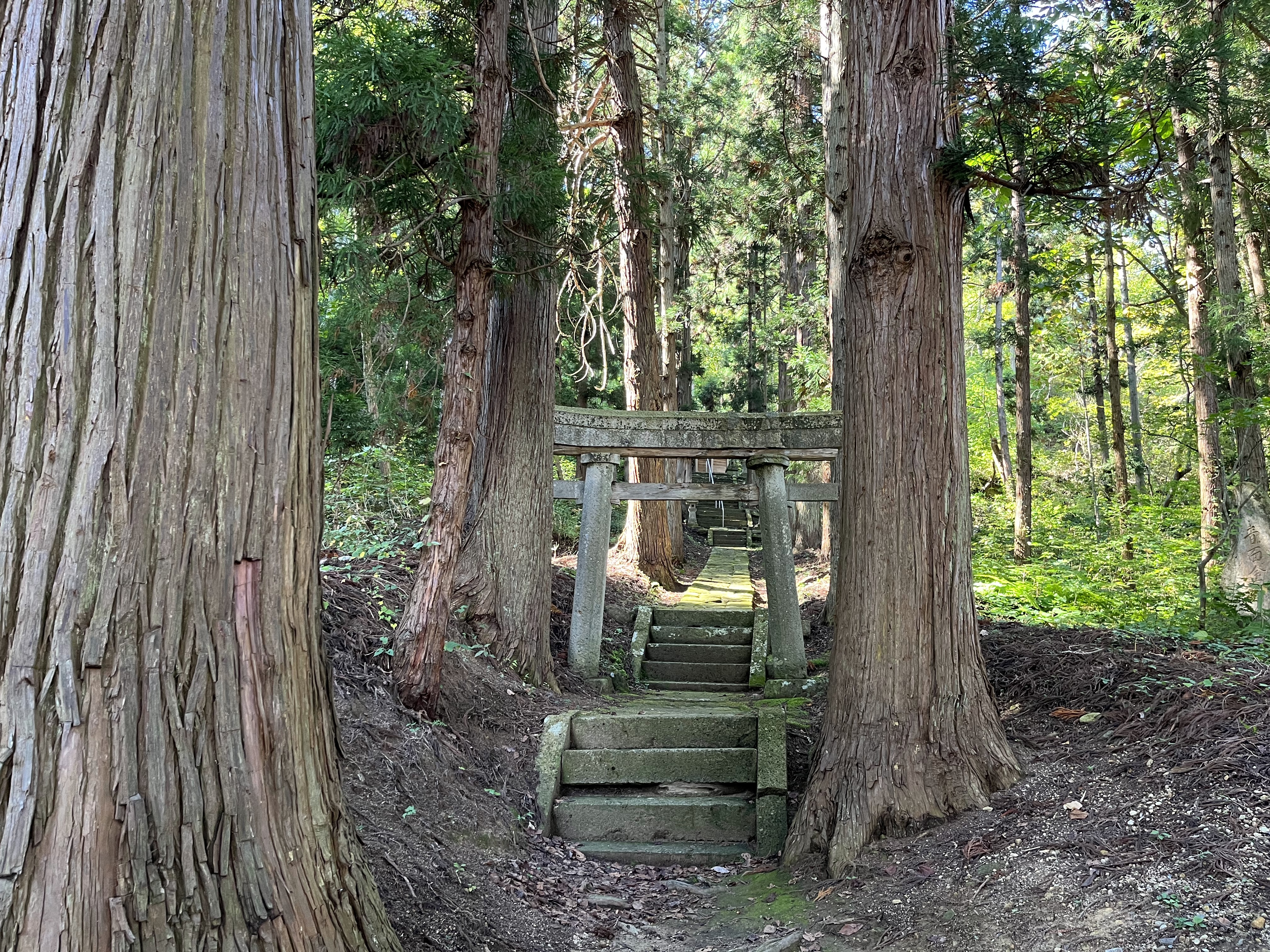
犬の宮に続く鳥居

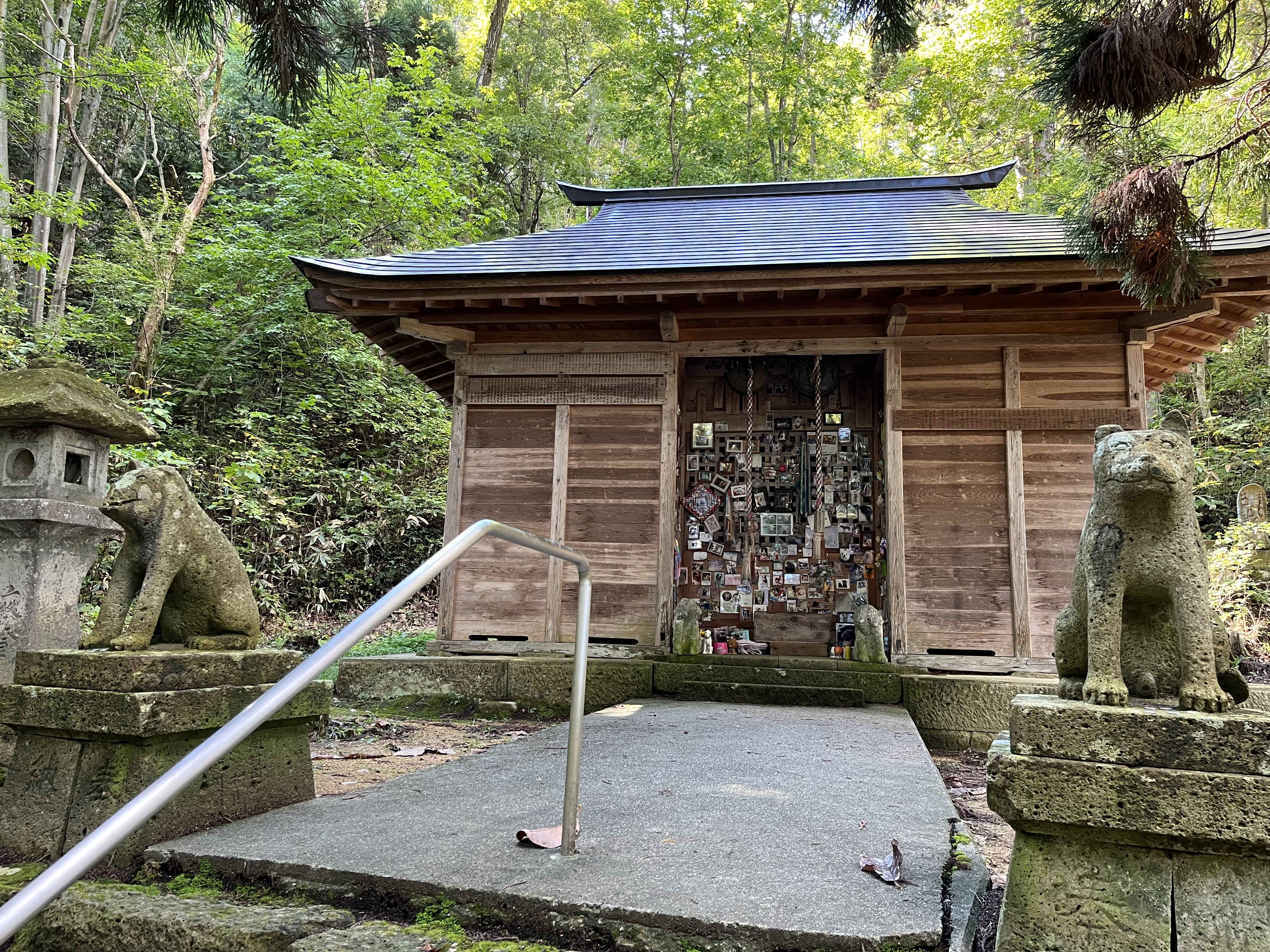
犬の宮 本殿

また、犬の宮は安産の神としての信仰もあり戌の日にちなんで腹帯などの祈祷もされている。他にも、近くに犬、猫の霊園が設置され供養されるている。全国的に珍しい犬・猫を祀る神社のため1988年（昭和63年）から毎年全国ペット供養祭が催されている。2021年（令和3年）の当祭は新型コロナウイルスの影響で中止となった。

#### 由来とされる物語
昔、高安は田地や人家が少なく山に囲まれていて、東北方の山が切れる道を除いては人が通行する道がなかった。こうした、山間地の村だったため役人は村の存在に気付かず、作り取りで年貢の必要ない生活をしていた。しかし平安初期の文徳天皇在位の時代(850～858年）、役人が家来を連れてやってきて、「今まで年貢を納めなかったことは許す代わりに、天子の召使いとして11歳までの子供を毎年貢物として捧げるよう」と云い渡し帰った。こうして、毎春秋（3月、9月）に子供を一人ずつ捧げるようになり、村の活気は失われた。ある春の夕方、11歳の娘を貢物に捧げる家が決まり悲しみに包まれた村に、どこからか座頭（盲人琵琶法師の当道座のうちの1つの階級）が現れ、「都から参詣に来たものの、道に迷ったため案内して欲しい。また、もう夕方のため泊めて欲しい」とお願いした。それに対し、主人が「今晩の2時に人年貢として娘を差し出さなければいけないので泊められない」と伝えた。それでも疲れ果てていた座頭は、「庭の片隅でも‥」と懇願したため、同情した主人は一飯振る舞い、馬小屋の2階に泊めた。夜が更けて2時ごろになると、役人と家来が大勢やって来たので、村人は赤飯し、役人達は能のようなものを舞った。その文句には「甲斐国の三毛犬四毛犬にこの事必ず沙汰すな、語るな、聞かすな」とあった。そうして娘は連れ去られ、村人達は愁傷した。座頭は一晩中寝ることなく様子を窺っており、夜が明けると主人の元へ行き「昨夜のことを事細かく聞いていたが、あれは天子が遣わした役人では無く、人間の所業とも思えない。さらに、舞っていたのは能ではなく、途中の文句は甲斐二十一社の1つ八代郡の南宮宝性大神社の2犬。これを恐れているということは、狐狸の類に違いない。一刻も早く甲斐国にて2犬を借り退治しなさい」と告げ、願書を用意した。すぐに村人2人が甲斐国へ向かい南宮宝性大神社の宮守役人に懇願し、2匹の犬を借りてきた。この犬は、唐犬に似て両耳が垂れて頭の毛が長い逞しい体つきの犬だった。座頭はなおも村に滞在していて、退治のための指揮をしていた。村人2人を役所に遣わし、捧げた子供に食べさせて欲しいとご馳走を渡させた。また、役人達にもご馳走を振る舞いたいが水物のため持参できないと伝えた。後日、差し上げたいご馳走を沢山作ったが持参できないため村へ来てほしいと懇願した。すると、明晩30人弱の役人などがやって来た。そこで、村で一番大きい家に魚を煮た鍋を2ヶ所に置いて匂わせ、大きい窓には外から板を打ち、壁にも板をはり、戸口を1ヶ所だけにして、三毛犬四毛犬を金櫃に入れ退治に備えた。そして役人達はやってくるなり、早々に持参していた槍や狭箱などおいて奥屋敷に向かった。役人はご馳走なので燈火は村人に云うので、燈火を消して戸口を閉めるや否や凄まじい音をたてて役人達は食べ始めた。塩辛い魚を食べ始めると、どんどん酒を飲み酔っ払っていった。そして様子を見計らい、三毛犬四毛犬を櫃から出して戸口まで連れて行き、役人に「あつものを差し上げたい」と云い戸を開き犬を中に入れ、戸口をびっしりと閉じた。犬は中に入ると否や大将役人に飛びかかり食い付いた。くうくうという音は聞こえたものの、さすが年経た古狸だけあり弱る気配もなく大乱闘となった。その他の狸は酔っ払い前後不覚の状態のため逃げ惑い、窓にぶつかるものもいれば、壁に当たって逃げようとするものもいた。しかし、板を打ちつけてあったため逃げることができず狼狽えていた。しかし、大勢の狸に対し犬2匹で相手をしなければいけなかった為、すぐに勝負がつくことはなかったが、三毛犬四毛犬は2匹の大将大狸を食い殺した。残りの狸も戦意を失い、喉首を食い千切られ全滅。座敷が静かになったところで村人達は燈火を点け中に入ると、仔牛ほどの大きさの古狸やその子分達が血まみれで死んでいた。しかし、何年も生きていた古狸を相手に大乱闘となったこともあり、三毛犬四毛犬も数カ所傷を負っていた。村人達は急いで介抱したものの、間も無く息を引き取った。その時、紫雲が棚引き「三毛犬四毛犬を葬り、祠堂を建て鎮守と仰ぐべし。そうすることで村は悪魔から守られ、これから生まれる子は無難に育つ」との旨が紫雲の中から聞こえた。そして村人達は手厚く犬を葬り、そこに小宮を建て、犬の宮子易聖真子両大権現として崇めるようになった。また座頭の正体は愛宕山の地蔵尊で、村を危機から救うため座頭の姿に返信し村人の前に現れた。

### 猫の宮

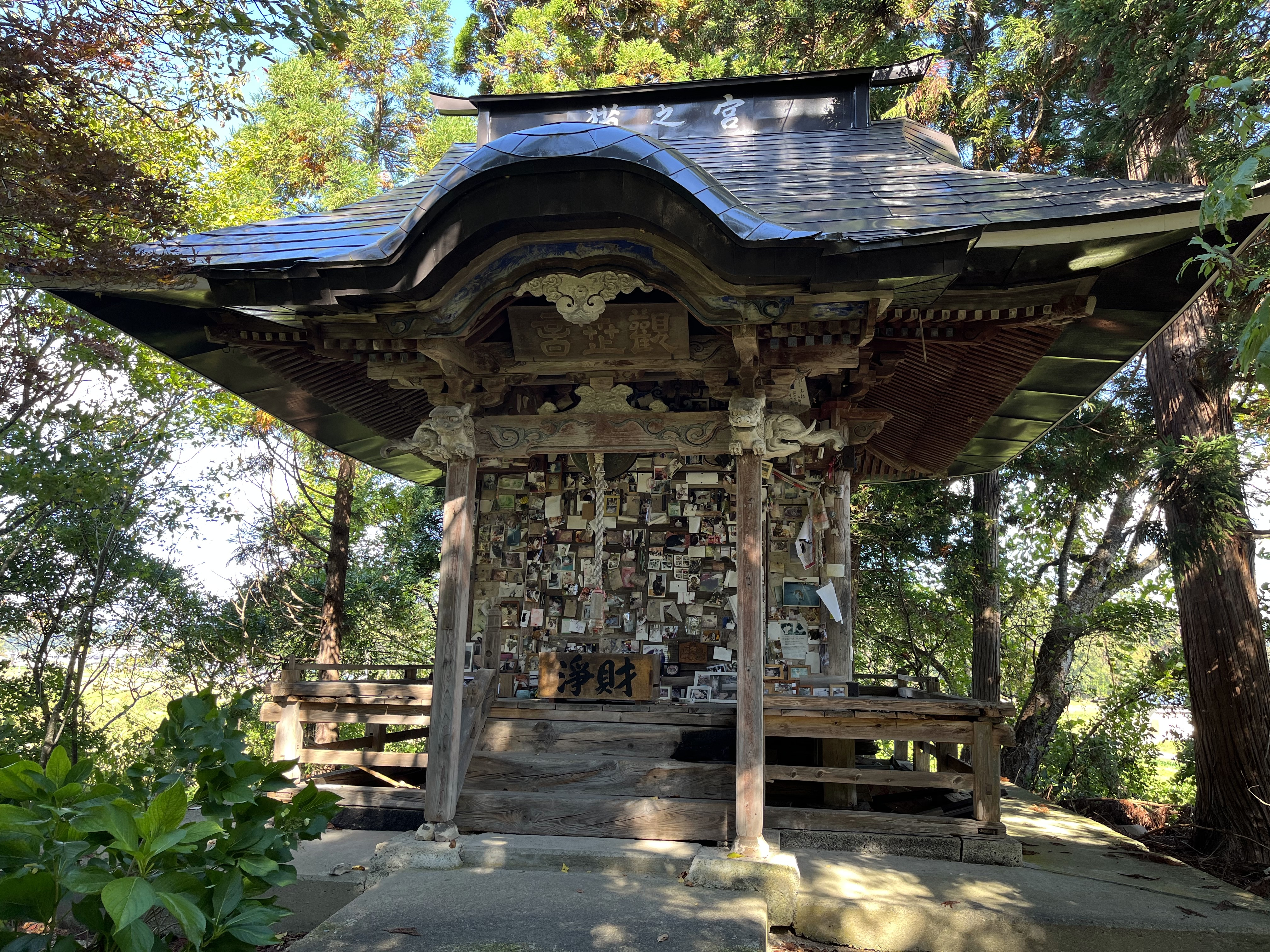
猫の宮本殿

#### 由来とされる物語
昔、高安に中々猫が育たない庄屋がいた。様々な種類の猫を飼ったものの、1年程経つと姿を消して行方がわからなくなっていた。困った庄屋の夫婦は、丈夫な猫を授けて貰うため犬の宮へ日参するようになった。するとある日の夕方、庭先に1匹の猫が迷い込んできた。白斑の子猫で人懐っこく寄り添ってくるため夫婦は喜び、犬の宮からの授かりものだと大切に育てた。1年経つ頃には夫婦によく懐き、更に利口だったため人の言うことを聞き分けていた。その為、夫婦は我が子のように育てた。しかし、ある時庄屋のおかみさんが正体不明の病に罹り、いくら看病しても一向に容態は良くならなくなった。すると、猫は片時もおかみさんの傍を離れないようなり、用をたす時も常に走り寄り、終わるまで目を光らせるほどだった。流石に気味悪く思ったおかみさんは、夫へ相談すると「考えがある」と作戦を練った。そしてある日、おかみさんが着物を着て便所へ向かうといつものように猫が付いてきた来たので、「恩を仇で返す畜生め、成敗してやる」と隠し持っていた刀で首を打ち落とした。「ギャッ」と一声あげ、その首は天井に飛び上がり瞬く間に大蛇の鎌首に噛みつき、ドサっと血まみれで落ちてきた。呆気に取られた庄屋は「悪いことをした。こんなにも忠義な猫を殺すことはなかった」と嘆き涙を流しながら首を抱いて謝った。夫婦共々悲しみ、せめてもの供養をしようと人を葬るのと同じように篤く弔った。

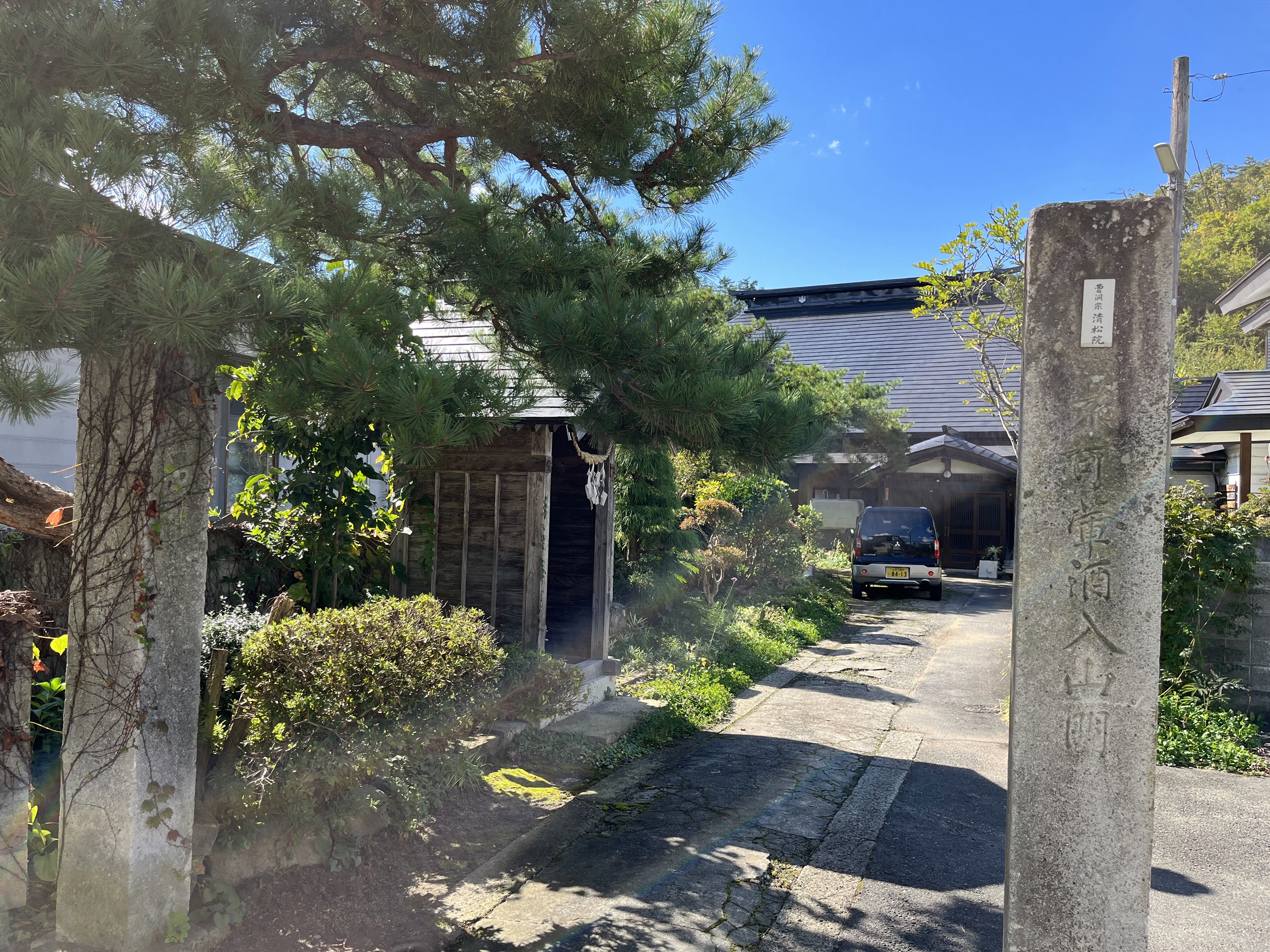
猫の宮別当 清松院

その後、1376年（永和2年）にこの猫の為に建立された祠堂が猫の宮。高安の人々は酒十盃と豆腐十丁を持参しお参りすると云う。尚、退治した大蛇は高安から北東へ約600メートルの場所に位置する小郡山部落に埋められ、その塚は蛇壇という史跡として残っている。また蚕の天敵である鼠を獲るのが猫のため守り神として猫の宮は養蚕の神様として参詣されていた。当初、猫の宮は小さな石堂だったが近郷から養蚕の神様として参詣する者が増えたため木造の御堂が建てられた。また、1828年（文政11年）8月には現在の御堂に再再建された。（高安誌　33-34）しかし、養蚕が廃れてくると子猫や子犬を捨てる人が後をたたなくなった。以前は猫の神様が良いところに縁づかせてくれるだろうと鰹節が一本添えられてたと云う。そのため、犬や猫を捨てないようにと立て札が立てられた。
高畠町郷土資料館長の推測では上述した2つの伝説は律令時代、中央集権の不本意な政策に抵抗する村人の姿を犬や猫に託し、役人を狸や大蛇に見立てたなのでないかと云う。

### 狢内裡と舞台岩
狢内裡は、高安の東に位置する字小高安の山間の岩山一帯の名称。この地は昔狢の巣窟だったとされている。東の尾根伝いは「狢の花道」と呼ばれている。その岩伝いを少し登ると北方に小さな尾根があり、岩道を下ると「舞台岩」に着く。舞台岩はいくつかの尾根の接点のため、岩の上からは町並みを見ることができ朝日連峰を望むことができ、絶景の地として知られている。伝承によると、昔舞台岩に狢が集まり宴を行っていたとされている。

## 文化・暮らし

### 高安犬

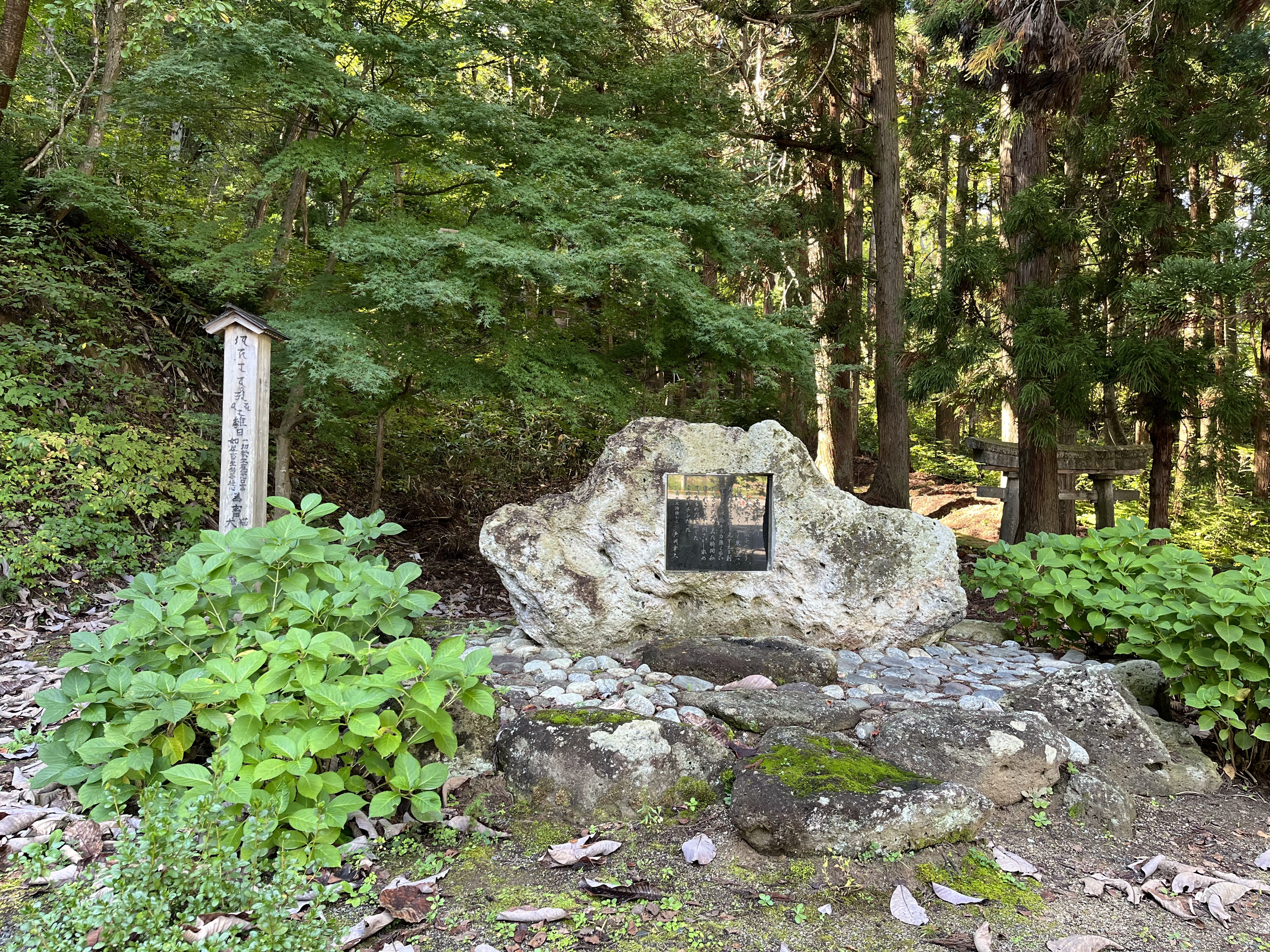
高安犬文学碑

高安犬は高安を中心に繁殖した中型の日本犬。昭和初期に絶滅。紀州犬やアイヌ犬のようなスラリとした中型犬とは違い、ガッチリとした体型だったため番犬や狩猟に使われる狩猟犬だった。動物学者戸川幸夫のデビュー作「高安犬物語」で高安犬を取り上げ、同書は第32回直木賞を受賞。これに伴い保存会が発足し、町当局、観光協会などが発起人として高安犬文学碑の建立の協議が重ねられ、約1年後の1982年（昭和57年）5月15日除幕式が行われた。碑文には戸川直筆の文字が刻まれた。除幕式には戸川をはじめ、置賜全域の名士や協賛者や多くの地元民が参列。式終了後は、高畠町の体育館で戸川による講演会「人間と犬の歴史」が催された。
明治末期までは、村人の1人が飼育していた。この高安犬は雄犬だったため春の発情期に近所の雌犬が数匹集まり田畑を荒らす始末だった。ある時、秋田県の愛犬家に譲ることになったが道中逃げ出して家まで戻ってきたと当時の人々が語っている。困った飼い主は、犬に断食を強いて戸外に追いやり手懐けないことにした。すると、犬は姿を見せなくなり野犬になったと村人の多くが云う。

### 十二諸神
高安では十二の諸神が村を囲うように祀られている。諸神が祀られている場所は七本松・山戸立・達磨清水・中之作・三ツヶ入・母々ヶ岳・狢内裡・馬越・舞台岩・鎌ヶ入・狐崎・大洞で多くは大字の境に建立されていた。しかし、数世紀と推測される長い歳月雨風に晒されたこともあり、いくつかは祠が崩れている。また、中には大岩を自然に祀っているものもある。1987年（昭和62年）10月と1988年（昭和63年）11月には、2度に渡り町役場職員と地元民で史跡を調査。十二ある諸神のうち、七本松・達磨清水・中之作・母々ヶ岳・狢内裡・舞台岩・狐崎・大洞の8つの祠や大岩などの史跡が確認された。

## 伝説・伝承

### 高安小僧
江戸末期、「高安小僧」と呼ばれる盗賊がいた。この男はどんな急勾配な屋根でも平地のように歩き、猿のように壁を登り、妖術も行っていた。そんな驚異の身体能力を用いて悪事を働いていて多くの逸話を残している。その後は、市川新兵衛という米沢の名捕物が捕まえて入牢したものの、翌朝には牢外の板に座って逃げもしなかったという。

### 地名の由来
ある行脚の僧が高安を訪れ長くお宮に籠っていた。村人達は僧の不自由さに同情して妻帯することを勧めたものの、僧は仏に帰依し念仏三昧の境に浸っていた。その為、この林照坊という名の僧は村人から尊崇されるようになった。ある村人は、この宮の傍に家を建て移り住みそこを上心安と呼んだ。また、そこから下の方を下心安と呼び、いつしか村を子安村と呼ぶようになったとされている。また、江戸期に犬の宮・猫の宮に赤飯を供えたところ村人がこうじカビが生えているのを発見し、当地が種こうじ生産に適してると気付いた。そして味噌を作る種こうじを生産し、これは犬の宮・猫のみやのご利益だとして、升に「高く」盛り「安く」売ったことから「高安の文字」を当て、高安（こうやす）が誕生したとされている。そのため、明治初期まで村の半分は麹屋だったといわれている。